# Борисенко Олександр Сергійович
Олекса́ндр Сергі́йович Борисе́нко — лейтенант Збройних сил України, учасник російсько-української війни.

## З життєпису
Станом на березень 2017-го — вертолітник, льотчик-штурман 16-ї окремої бригади армійської авіації.

## Нагороди
21 жовтня 2014 року — за особисту мужність і героїзм, виявлені у захисті державного суверенітету та територіальної цілісності України, вірність військовій присязі під час російсько-української війни, відзначений — нагороджений орденом «За мужність» III ступеня.